# Księżycówka
Księżycówka, lunarka, ateryna amerykańska (Leuresthes tenuis) – gatunek małej morskiej ryby aterynokształtnej z rodziny Atherinopsidae, znanej głównie z powodu pory odbywania tarła oraz nietypowego dla ryb miejsca składania ikry. Księżycówka odbywa tarło nocą, kilka dni po nowiu lub pełni Księżyca. Zagrzebuje ikrę poza wodą – w piasku na kalifornijskich plażach. Lokalnie jest spożywana jako ryba konsumpcyjna. Wcześniej zaliczana była do rodziny aterynowatych. Jest gatunkiem typowym rodzaju Leuresthes.

## Występowanie
Ta mała ryba występuje w płytkich, przybrzeżnych wodach wschodniego Pacyfiku, wzdłuż piaszczystych wybrzeży Kalifornii i Kalifornii Dolnej. Nie podejmuje wędrówek.

## Wygląd
Ciało wydłużone, o długości do 19 cm, ubarwienie błękitnozielone ze srebrzystymi bokami i brzuchem. Na obydwu bokach ciała biegnie błyszcząca, srebrna smuga. Księżycówki nie mają płetwy tłuszczowej, zębów i linii bocznej.

## Tarło

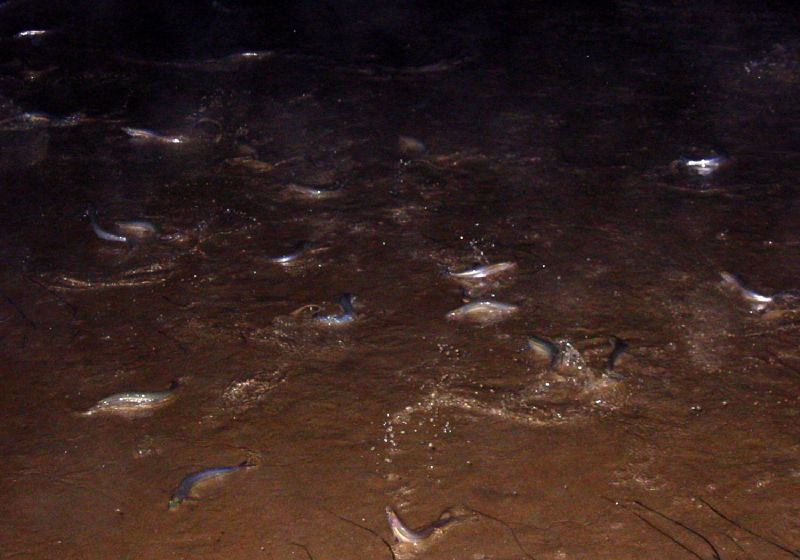
Księżycówki przystępujące do tarła na plaży

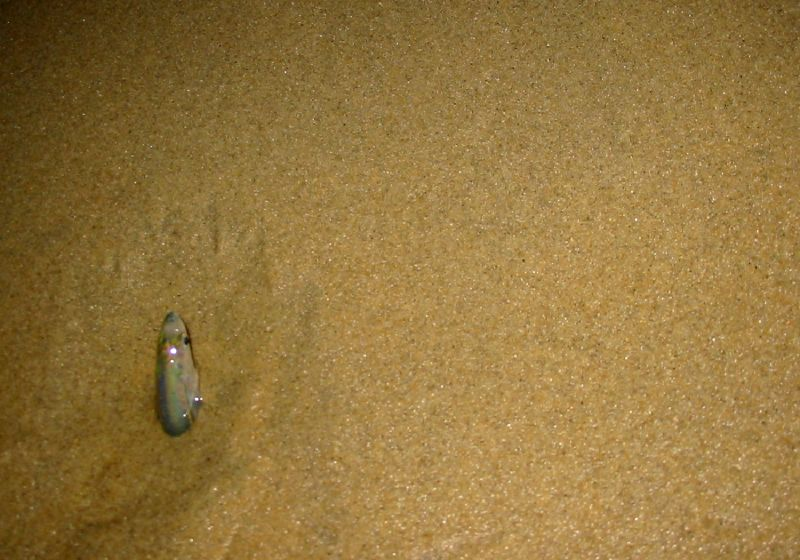
Samica zagrzebana w piasku

Dojrzałość płciową uzyskują po roku. Dojrzałe osobniki przystępują do tarła w okresie od stycznia do września i wielokrotnie je wówczas powtarzają. Najliczniejsze tarła odbywają się w południowej Kalifornii od kwietnia do czerwca. Tarło księżycówki odbywa się zawsze w nocy, przy najwyżej sięgającym przypływie, w czasie gdy przypływ zaczyna słabnąć. Ma to miejsce kilka dni po nowiu lub pełni Księżyca – stąd polska nazwa zwyczajowa ryby. Trwa od jednej do trzech godzin. W czasie przypływu niesiona wodą samica wwierca się ogonem, aż po płetwy piersiowe w piaszczyste podłoże plaży, na krańcu zasięgu fali morskiej. Tworzy tam kilkucentymetrowej głębokości gniazdo, gdzie – w obecności jednego lub kilku samców – składa jaja. Napływający z wodą piasek przykrywa zapłodnioną ikrę dając jej osłonę przed drapieżnikami oraz odpowiednią temperaturę. Duże samice składają do 3000 ziaren ikry w ciągu dwóch tygodni. Samice i samce kierują się w stronę wody, a kolejna fala zabiera je do morza.

## Rozwój
Przykryte piaskiem jaja pozostają na plaży całkowicie poza zasięgiem wody. Wilgotność piasku na głębokości kilku centymetrów zabezpiecza je przed nadmiernym wysuszeniem. Dopływ tlenu i wyższa temperatura oraz osłona przed drapieżnikami tworzą dla nich bardziej korzystne warunki niż panujące w wodzie. Po dziesięciu dniach wykluwające się larwy są spłukiwane do morza przez fale kolejnego wysokiego przypływu. Punktualność złożenia zapłodnionej ikry ma duże znaczenie dla przeżywalności larw. Mechanizm "wewnętrznego zegara" precyzyjnie wskazującego rybom właściwą porę tarła nie jest znany, ale przypuszcza się, że może to mieć związek z wykrywaniem zmian ciśnienia wody w apogeum przypływu.
Księżycówki żyją przeciętnie 3–4 lata, maksymalnie do 8 lat. Podobną biologię rozrodu stwierdzono u występującego w Zatoce Kalifornijskiej spokrewnionego gatunku Leuresthes sardina, z tą różnicą, że jego tarło odbywa się w ciągu dnia.

## Zagrożenia i ochrona

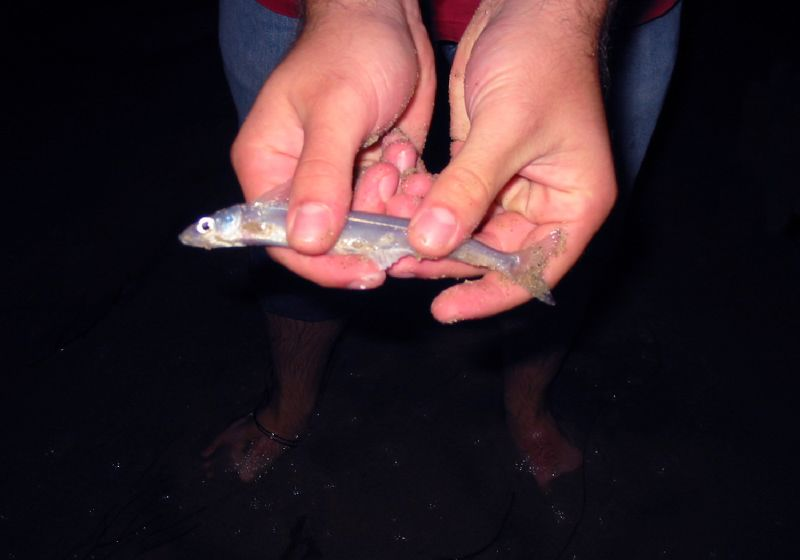
Księżycówka schwytana na plaży nad zatoką San Diego

Ponieważ terminy tarła księżycówek można przewidzieć (rytm przypływów jest zależny od faz księżyca), a księżycówki przystępują do niego tysiącami osobników, gęsto przykrywając przybrzeżne plaże, wydając przy tym słabe, piszczące dźwięki – zjawisko przyciąga tłumy gapiów i zbieraczy. Ryby są masowo zbierane w świetle latarek – dla celów hobbystycznych oraz konsumpcyjnych. Po oczyszczeniu z łusek są doprawiane i smażone. W celu ochrony gatunku władze Kalifornii wprowadziły zakaz używania jakichkolwiek narzędzi służących do zbierania księżycówki, a w kwietniu i maju obowiązuje okres ochronny.